# NGC 5285
NGC 5285 (również PGC 48688) – galaktyka eliptyczna (E), znajdująca się w gwiazdozbiorze Panny. Odkrył ją Édouard Jean-Marie Stephan 29 kwietnia 1881 roku. Jest to najjaśniejsza galaktyka klastra.